# Hymn Szwecji
Szwecja jest krajem, który ma dwa hymny: królewski i narodowy. Słowa pierwszego z nich „Ur svenska hjärtans djup en gång” napisał Carl Vilhelm August Strandberg, muzykę skomponował Otto Lindblad. 
Hymn narodowy „Du gamla, du fria” powstał w 1844 roku. Autorem tekstu jest Richard Dybeck, etnograf i balladzista, który oparł muzykę na szwedzkiej melodii ludowej. Pod koniec XIX wieku pieśń zyskała tak dużą popularność, że była uważana za hymn narodowy. Z czterech zwrotek zwykle śpiewa się dwie pierwsze.
W tłumaczeniu słowo „Nord(en)” zastąpiono słowem „Północ”, jednakże w oryginalnym tekście wyraz „Nord” nie oznacza kierunku geograficznego, a raczej obszar obejmujący kraje skandynawskie.

## Tekst
| Du gamla, du fria | Tłumaczenie dosłowne | Tłumaczenie poetyckie |
| --- | --- | --- |
| Du gamla, du fria, du fjällhöga Nord, Du tysta, du glädjerika sköna! Jag hälsar dig, vänaste land uppå jord, Din sol, din himmel, dina ängder gröna. Du tronar på minnen från fornstora da'r, då ärat ditt namn flög över jorden. Jag vet att du är och du blir, vad du var. Ja, jag vill leva, jag vill dö i Norden. | O, dawna, o, wolna, górzysta Północy, O, cicha, radosna i piękna! Pozdrawiam Cię, najmilszy kraju na ziemi, Twe słońce, twe niebo, twe zielone łąki. Królujesz wśród wspomnień dawnych dni wielkości, Gdy chwała twego imienia unosiła się nad światem, Wiem, że jesteś i będziesz tym, czym byłaś. O tak, chcę żyć, chcę umrzeć na Północy. | Północy, prastara, ożywcza jak zdrój, Radosna, spokojna w górskiej szacie! Pozdrawiam cię, pięknie, kochany mój kraju, Twe słońce, niebo i łąk cnych połacie. Tyś wielka pamięcią o świetności dniach, Gdy męstwo twe świat cały sławił! Czym byłaś, zostaniesz, na wieki, o tak! Chcę żyć i umrzeć tutaj, w Skandynawii! |